# 丝梗婆婆纳
丝梗婆婆纳（学名：Veronica filipes）为車前草科婆婆纳属下的一个种。